# Медресе Джуиборий Калон

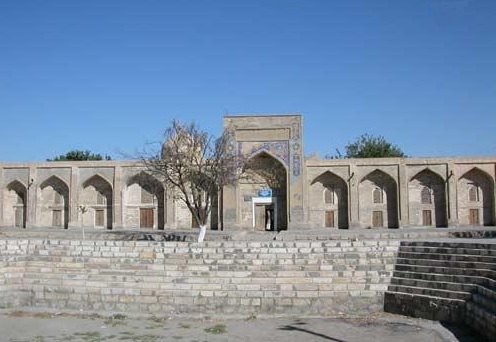
Медресе Джуиборий Калон

Медресе Джуиборий Калон находится в городе Бухара в Узбекистане. Построено медресе в XV—XVII веках, как и большинство исторических зданий в Бухаре . В XVIII—XIX веках это медресе входило в систему образования Бухары. Ещё в XIX веке медресе использовалось как мусульманская школа — сюда приезжали студенты из всего Туркестана: из городов Хивы, Самарканда, Ташкента, а также из татарских поселений России. Сейчас здание медресе является архитектурным памятником и относится к всемирному наследию Юнеско.

## Местоположение в городе
Медресе Джуиборий Калон находится в юго-западной части города, вблизи парковой зоны. Расположено медресе на пересечении трёх улиц: Джуибор, Имом Газоли Вали и Хаузи Нау. Рядом с медресе Джуиборий Калон находятся ещё несколько архитектурных памятников. Это другое медресе Валидаи Абдулазиз-хана, архитектурный комплекс Халифа Худойдод и гостиница Olmos, размещённая в двухэтажном здании, построенном в стиле зодчества Бухары.

## Описание и современное состояние
Медресе Джуиборий Калон является одноэтажным зданием, выстроенным из кирпича. Само здание симметрично. Главный вход в здание выполнен в виде портала  который полностью был украшен орнаментом. В настоящий момент орнамент сохранился только частично.
Каждая комната в медресе имеет собственный вход, ориентированный также как и основной. В комнатах имеются также и окна, которые на лицевой стороне здания зарешёчены. Перед каждым входом находится аркообразная ниша, которая частично затеняет стены здания и деревянные двери.